# Stephen Thorne
Pour les articles homonymes, voir Thorne.
Stephen Douglas Thorne est un aspirant-astronaute américain né le 11 février 1953 et mort le 24 mai 1986.

## Biographie
Diplômé en science et engeneering de l'US Naval Academy.

## Vols réalisés
Sélectionné en 1985, il commence son entraînement, mais trouve la mort le 24 mai 1986, près de Santa Fe, au Texas, dans un accident d'avion, avant d'avoir effectué son premier vol.